# Melír

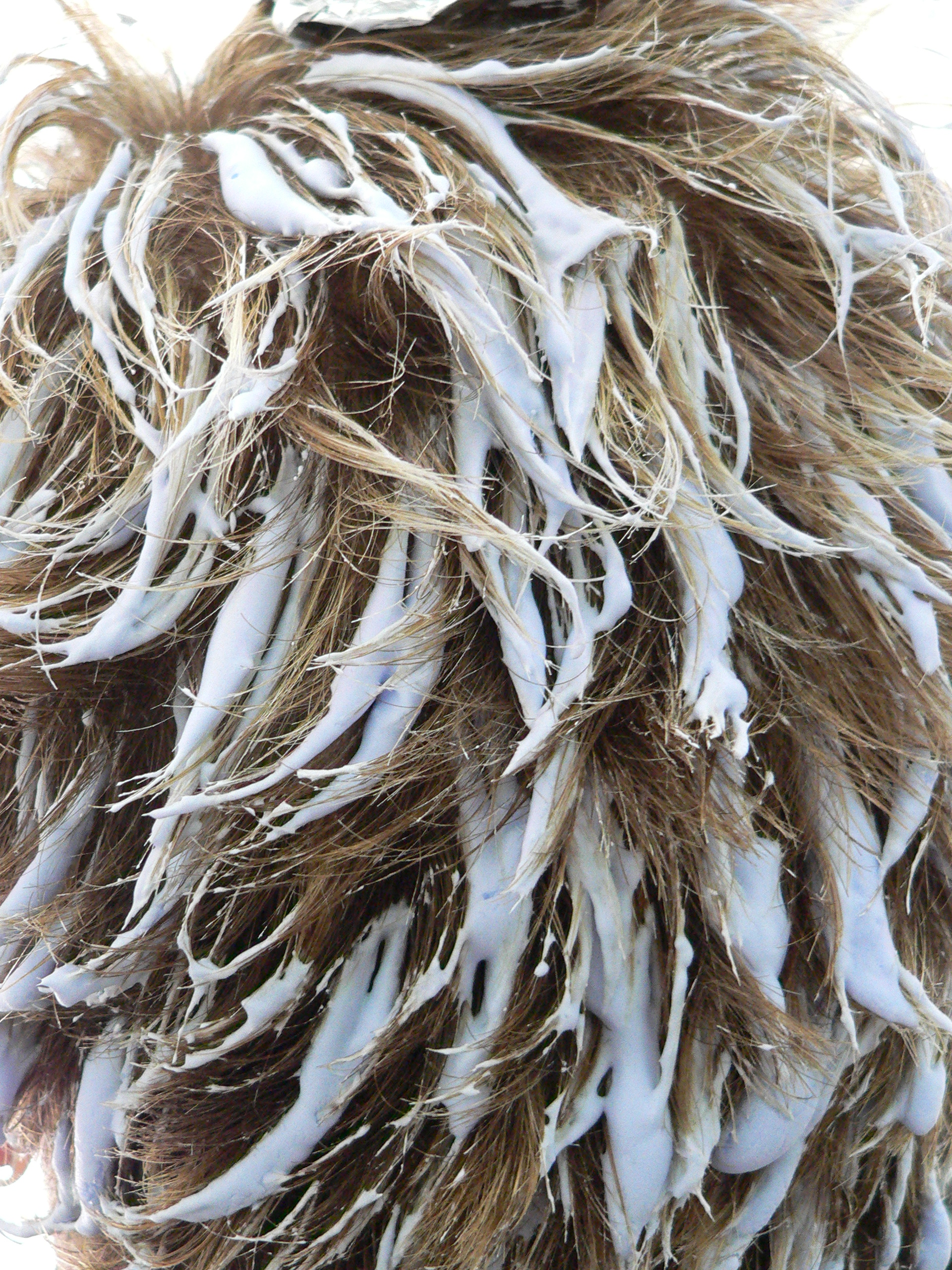
Výroba melíru

Melír je technika barvení vlasů, kdy se barví jen některé prameny nebo partie vlasů (např. konečky), aby se odlišily od původní barvy. Pokud se použije technika balení do fólie, je možné použít na melír vice než jednu barvu (tzv. americký melír) a dosáhnout například efektu tónování. Stejně tak je možné používat roztoky peroxidu k odbarvení vlasů.